# Patriarhov križ
Patriarhov kríž ali nadškofovski križ je v osnovi latinski križ z dodatno vodoravno prečko, tako da sta obe blizu vrha.
Kodirani nabor znakov Unicode označuje podoben lorenski križ, ☨, s kodo U+2628 v naboru Razni simboli.